# پرایس (استرالیای جنوبی)
پرایس (به انگلیسی: Price) یک شهرک در استرالیا است که در استرالیای جنوبی واقع شده‌است.